# Алексеев, Дмитрий Сергеевич (актёр)
Дмитрий Сергеевич Алексеев (22 августа 1901; Воронеж, Российская империя — 4 сентября 1972; Архангельск, РСФСР, СССР) — советский театральный актёр. Заслуженный артист РСФСР (1957).

## Биография
Родился 22 августа 1901 года в Воронеже.
Учился в Воронежской гимназии, в 1919 году поступил в театральную студию, которую так и не окончил по причине призыва в ряды Красной армии. В сезоне 1936–1937 гг. служил Российскому театру драмы имени Ф. Волкова. В 1920–1930-е годы служил в провинциальных театрах постсоветского пространства, в Воронеже, Таганроге, Ростове-на-Дону, Оренбурге, Кирове, Ашхабаде. В 1937–1961-е годы служил в Архангельском театре драмы имени М. В. Ломоносова. Выступал на фронте.
Ушёл из жизни 4 сентября 1972 года в возрасте 72-х лет в Архангельске. Похоронен на Кузнеческом (Вологодском) кладбище.

## Звания и награды
- Заслуженный артист РСФСР (11 июля 1957)[3].

## Театральные работы

### Российский театр драмы имени Ф. Волкова[4]
- Вагин — «Дети солнца» М. Горького.
- Яровой — «Любовь Яровая» К. Тренёва.
- Д'Аршиак — «Пушкин» А. Глобы.
- Андрей Тур — «Банкир» А. Корнейчука.
- Хлестаков — «Ревизор» Н. В. Гоголя.